# Yin Qiao
Yin Qiao (chiń. 殷俏, ur. 2 lipca 1985 w Jilin) – chińska biathlonistka, jej największym sukcesem jest 6. miejsce w sztafecie w czasie Mistrzostw Świata w 2001 roku.

## Osiągnięcia

### Igrzyska Olimpijskie
| Rok  | Miejsce                  | IN | SP | PU | MS | RL |
| 2006 | Turyn/Cesana San Sicario | 31 |    |    |    | 11 |

### Mistrzostwa Świata
| Rok  | Miejsce    | IN | SP | PU | MS | RL |
| 2005 | Hochfilzen |    | 14 | 39 | 26 | 11 |
| 2007 | Anterselva | 14 |    |    | 19 | 6  |

IN – bieg indywidualny, SP – sprint, PU – bieg pościgowy, MS – bieg ze startu wspólnego, RL – sztafeta

### Puchar Świata
| Sezon     | Miejsce |
| --------- | ------- |
| 2004/2005 | 39      |
| 2005/2006 | 84      |
| 2006/2007 | 37      |